# Informelles Lernen

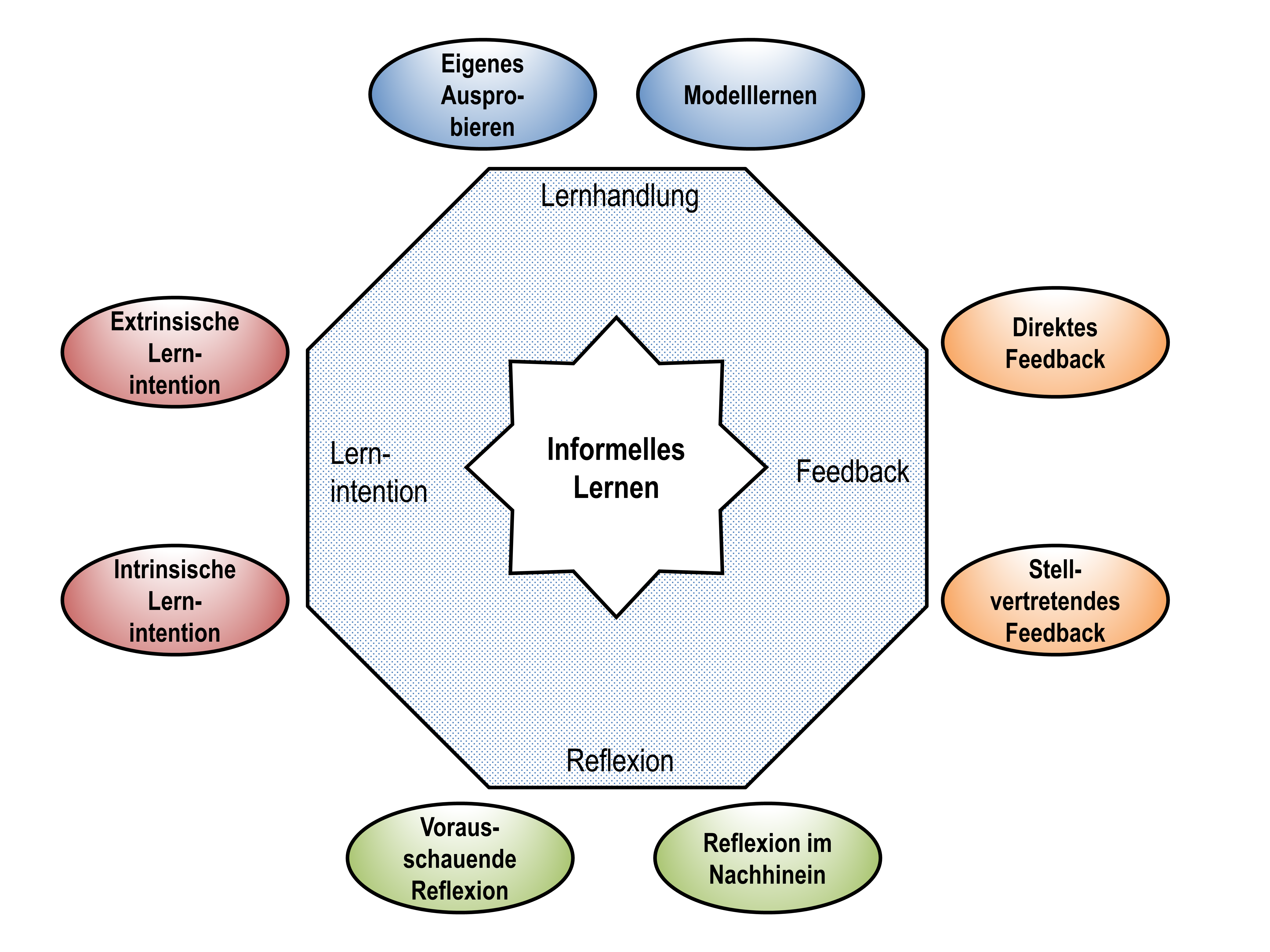
Gemäß dem Oktagon-Modell von Decius u. a. (2019) beinhaltet informelles Lernen acht Komponenten (außen dargestellt), die sich vier Faktoren (innen dargestellt) zuordnen lassen.

Informelles Lernen bezeichnet ein Lernen in Lebens- und Arbeitszusammenhängen, das ursprünglich vor allem als ein Lernen außerhalb des formalen Bildungswesens (z. B. Schulen, Universitäten, berufliche Fortbildungen) angesehen wurde. Seit den 1990er Jahren hat die Diskussion zum informellen Lernen stetig an Bedeutung gewonnen und wird (Stand 2021) in fast allen pädagogischen Bereichen und der Lernpsychologie thematisiert. Typische Mechanismen des informellen Lernens beinhalten eigenes Ausprobieren (Learning by doing sowie Versuch und Irrtum), Lernen am Modell, Feedback und Reflexion. Übergeordnet kann das selbstbasierte informelle Lernen (z. B. Reflexion) und das sozialbasierte informelle Lernen (z. B. Feedback einholen) unterschieden werden.

## Einführung
Obwohl (nach Schätzungen) etwa 70–90 Prozent der Lernprozesse Erwachsener außerhalb von Bildungsinstitutionen stattfinden, hat das informelle Lernen in Deutschland lange Zeit nicht die gesellschaftliche und wissenschaftliche Aufmerksamkeit erhalten, wie dies in vielen anderen Ländern der Fall ist. Mit der Flexibilisierung der Lebens- und Arbeitswelten werden auch die Lernwelten flexibilisiert. Neben dem Lernen in der Schule kommt nichtschulisch organisierten Lernorten – vom Sport über Musik bis hin zu Medien und dem Arbeitsplatz – wachsende Bedeutung zu. So wird im 12. Kinder- und Jugendbericht der deutschen Bundesregierung ausdrücklich auf „informelle Bildungsprozesse“ auch in nonformalen Settings hingewiesen, wobei von fließenden Übergängen zwischen formellen und informellen Lernprozessen ausgegangen wird. Prozesse informeller Bildung finden danach an vielen Orten statt. Lernorte, -umgebungen wie auch -möglichkeiten sind etwa die Kinder- und Jugendarbeit, Vereine, Kultur und Freizeit, der Umgang mit Medien oder familiäre Aktivitäten. Kommerzielle Lern- und Erlebniswelten werden in die Betrachtungen aufgenommen, und auch das informelle Lernen in beruflicher Arbeit findet zunehmend Beachtung. Das Zusammenspiel von Lernorten verschiedener Art müsse Teil professioneller Erwägungen und Handlungsweisen werden. Die dominierende Stellung des informellen Lernens bei gleichzeitig deutlich geringerer Sichtbarkeit im Bildungsbereich im Vergleich zum formalen Lernen verdeutlicht Coffield (2000 S. 1) mit der Metapher eines Eisbergs: Der sichtbar über der Wasseroberfläche liegende, ein Drittel ausmachende Teil des Eisbergs stehe für das formale Lernen; die auf den ersten Blick unsichtbaren zwei Drittel unterhalb der Wasseroberfläche für das informelle Lernen. Während formales Lernen mit einer Busfahrt verglichen werden kann – die Route ist vorbestimmt und dieselbe für alle Mitfahrenden – gleicht informelles Lernen eher einer Fahrt mit dem Fahrrad, bei der die fahrende Person die Route und die Geschwindigkeit individuell bestimmen kann (Cross 2007, in Berg & Chyung 2008, S. 230).

## Begriffsgeschichte
Die Anfänge des informellen Lernens lassen sich bis zum Ende des 19. Jahrhunderts zurückverfolgen. Der amerikanische Philosoph und Pädagoge John Dewey verwendete den Begriff „informal education“ in seiner Vorlesungsreihe 1898/1899 und brachte den Begriff in die Forschung ein. Die amerikanische Philosophin Mary Parker Follett erweiterte den Kontext der informellen Bildung von der Schule auf alle Alltagsbereiche und bezeichnete Bildung als kontinuierliche Lebensaufgabe. Auf diesen Arbeiten von Dewey und Follett baute der amerikanische Pädagoge Eduard C. Lindemann auf, der erstmals den Begriff „informal learning“ nutzte (1926). Nach dem Zweiten Weltkrieg erhielt die informelle Weiterbildung größere Bekanntheit durch das Werk „Informal adult education“ von Malcolm S. Knowles (1950). Wie Dewey und Lindemann vor ihm stellte auch Knowles den persönlichen Erfahrungserwerb als Quelle des Lernens heraus. In den 1970er Jahren fand das informelle Lernen verstärkt Eingang in die gesellschaftspolitische Debatte. Es wurde als Alternative zu formalen Weiterbildungen angesehen, da „Kritik laut [wurde], dass die formale Bildung nicht nur die falschen Fähigkeiten vermittelt, sondern auch soziale und ökonomische Ungleichheiten in den Entwicklungsländern nicht ausgleicht“ (Rohs 2016, S. 15). Zu nennen sind hier die im Umfeld der UNESCO entstandenen Studien von Coombs (1968) und Faure et al. (1972) sowie von Coombs und Ahmed (1974) im Auftrag der Weltbank („Attacking rural poverty“). Zeitgleich stellte Tough (1971) erste empirische Untersuchungen zur Verbreitung informeller Bildungsformen an und kam zu dem Schluss, dass 80 % des Lernens nicht in formalen Umgebungen stattfinden. Den Grundstein für das moderne Begriffsverständnis informellen Lernens legten schließlich Victoria J. Marsick und Karen E. Watkins (1990).

## Beispiele

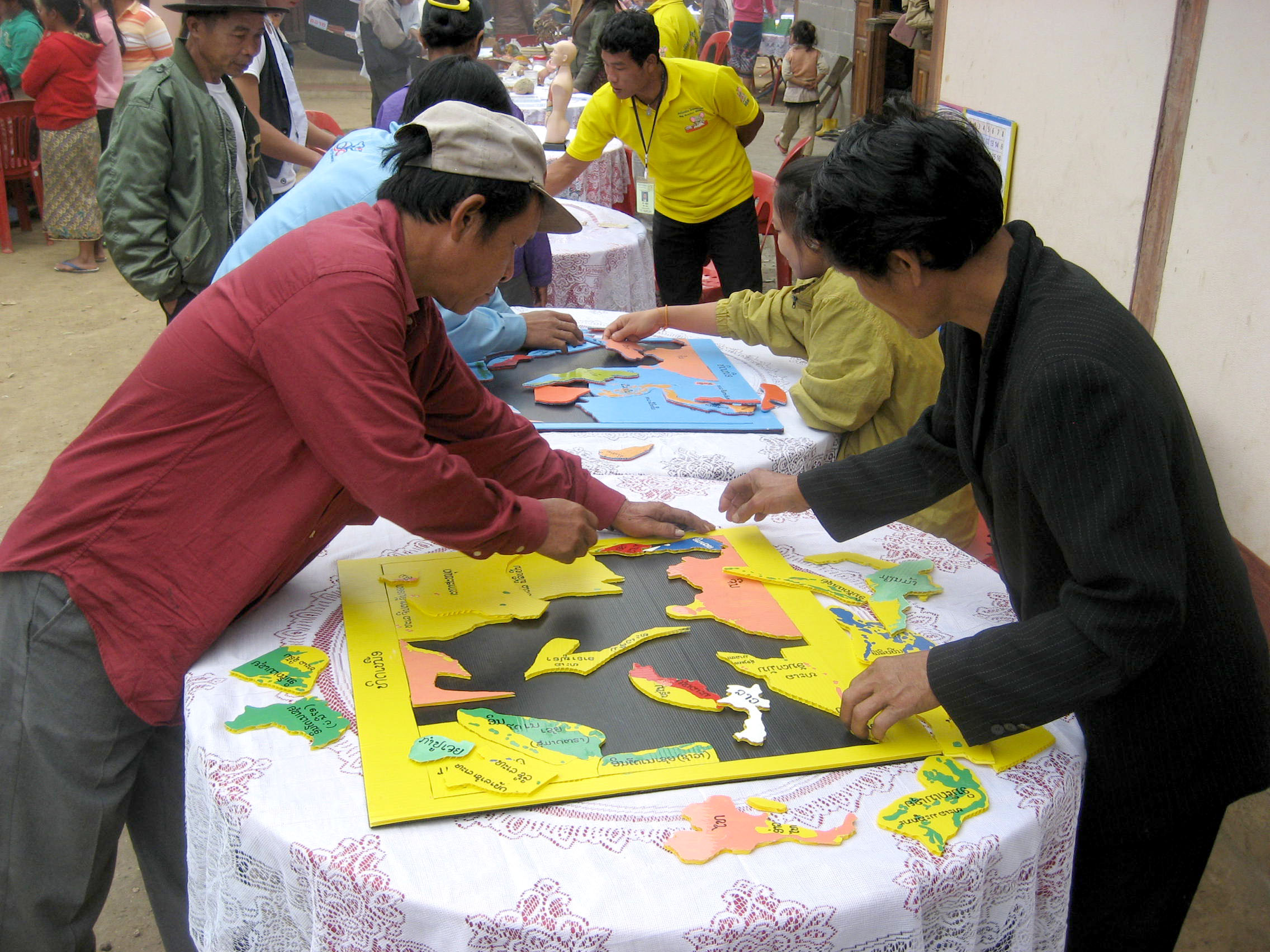
Beispiel für informelles Lernen: erster Versuch, ein Puzzlespiel zu lösen, verbunden mit einer Einführung in die Geographie Asiens

Wer im Rahmen seines Hobbys, seines Ehrenamts oder in seinem Alltag außerhalb von Bildungsinstitutionen lernt, lernt „informell“. Zum Beispiel: Menschen gehen einem Problem nach und versuchen, es zu lösen. Dabei lernen sie teils bewusst, teils unbewusst. Es wird in den jeweils bestehenden sozialen, familiären, kommunikativen oder auch Arbeitszusammenhängen gelernt.
Während es in Ländern wie Kanada, dem Vereinigten Königreich oder den USA schon lange Forschungsaktivitäten zum informellen Lernen gibt, nahm die Zahl entsprechender Studien in Deutschland erst in den letzten Jahren zu. Tully formuliert in der Einführung „Kompetenzentwicklung im Wandel“ Eckpunkte einer neuen Lernkultur. Vor allem das Deutsche Jugendinstitut arbeitet seit 1990 am Thema, zunächst anhand des Lernens zur Computernutzung.
Informelles Lernen in der Familie
Informelles Lernen findet auch in familiären Gesprächen statt, etwa beim Lernen einer Generation von einer anderen. Der Einfluss der Herkunftsfamilie auf die Aneignung von Fähigkeiten, die Lernmotivation und die Prägung von Einstellungen wird beispielsweise auch in Zusammenhang mit den PISA-Studien hervorgehoben und mit der Ausbildung des Habitus im Sinne von Pierre Bourdieu in engen Zusammenhang gebracht.
Als wenig erforscht gilt das informelle Lernen in Spiel- oder Kinderzimmern, wo Kinder in ihren Familien mit ganz unterschiedlichen Angeboten aus verschiedenen kulturellen Kontexten konfrontiert werden.
Informelles Lernen im Ehrenamt und im politischen Engagement
Zwischen 2005 und 2007 wurde eine Studie zum informellen Lernen von Jugendlichen im Ehrenamt durchgeführt. Dass dort etwas gelernt wird, dürfte allgemein bekannt sein und liegt auf der Hand, die Studie klärt das WIE und das WAS des Lernens. Ergebnisse der Explorationsstudie zeigen, wie Jugendliche ihre Lernerfahrungen in Greenpeace-Gruppen, den Pfadfindern, der Evangelischen Jugend, den Falken, der Freiwilligen Feuerwehr, der Gewerkschaftsjugend oder dem Technischen Hilfswerk im Nachhinein bewerten. Es bestätigte sich, dass Lernen hier besonders den sozialen und persönlichkeitsbildenden Bereich betrifft. Darüber hinaus werden auch politische, fachliche, mediale oder organisatorische Kompetenzen erworben. Doch nicht nur Jugendliche erwerben (zum Beispiel im Rahmen von Freiwilligendiensten) Kompetenzen über informelle Lernprozesse. So zeigt eine Studie am Beispiel von Musikfestivals, dass auch Erwachsene im Rahmen ehrenamtlicher Arbeit informell lernen. Dies stellt sogar eine Bedingung für das Gelingen von Festivals dar. Auch politikrelevante Kompetenzen im engeren Sinne werden teils durch informelles Lernen erworben. So wird im englischen Sprachraum schon lange diskutiert, dass soziale Bewegungen auch ein Lernraum sind, etwa wenn Foley beschreibt, wie Aktivisten einer Initiative zur Erhaltung des Regenwaldes in Australien zwar aus politischen Gründen aktiv wurden, im Nachhinein aber wesentliche informelle Lernprozesse beschreiben konnten. Auch in Deutschland werden entsprechende Lernprozesse, etwa in Bürgerinitiativen, in letzter Zeit verstärkt wahrgenommen.
Autonome Lernprozesse im Jugend- und Erwachsenenalter
Informelles Lernen trägt wesentlich zu den Lernerfahrungen Jugendlicher bei. Die Handy- und Computernutzung sind Beispiele für informelles Lernen. Jugendliche sind in beiden Gebieten vielen Erwachsenen überlegen. Wichtig für solche Lernerfolge ist die Lernmotivation, das heißt der Wille, ein Gerät zu beherrschen und nutzen zu können. Die sofortigen Rückmeldungen durch das Gerät unterstützen den Lernprozess.
Im Berichtssystem Weiterbildung des Bundesministeriums für Bildung und Forschung wird unter informellem beruflichem Lernen u. a. der Besuch von Fachmessen oder Kongressen, die Teilnahme an kurzzeitigen Veranstaltungen, z. B. Vorträgen oder Halbtagesseminaren, das Selbstlernen durch Beobachten und Ausprobieren am Arbeitsplatz oder in der Freizeit, selbstgesteuertes Lernen mit Hilfe von computergestützten Selbstlernprogrammen, berufsbezogenen Ton- und Videokassetten oder durch Nutzung von Lernangeboten, z. B. via Internet, verstanden. In den „Konzeptionellen Grundlagen für einen Nationalen Bildungsbericht“ von 2004 werden Möglichkeiten der Erfassung informellen Lernens diskutiert. Hierbei konstatieren die Autoren unter anderem die Existenz verschiedener Lücken in der Datenerhebung und die Notwendigkeit einer erweiterten systematischen empirischen Forschung zum informellen Lernen. Erheblicher Forschungsbedarf wird auch bezogen auf die Qualität des Erlernten gesehen. Erreicht werden müsse eine Anerkennung und Gleichstellung informell erworbener Kompetenzen.
Informelles Lernen am Arbeitsplatz
Informelles Lernen am Arbeitsplatz wird oftmals durch neue oder herausfordernde Arbeitsanforderungen, durch Feedback von anderen Personen oder durch Fehler bei der Arbeit ausgelöst. Als Ergebnis des Lernprozesses stellt sich zumeist Arbeitsprozesswissen ein, das „dazu befähig[t], komplexe Arbeits- und Problemsituationen im Arbeitsalltag zu bewältigen“ (Dehnbostel 2008, S. 74). Als Vorteile des informellen Lernens werden u. a. die Flexibilität und Anpassung an die Lernbedarfe, der direkte Transfer des Gelernten in die Praxis sowie die schnelle Lösung von arbeitsbezogenen Problemen genannt (Dale & Bell, 1999, S. iv). Für die Leistungsverbesserung der Beschäftigten gilt die Ausführung ihrer Tätigkeit als die wichtigste Lernquelle (Felstead et al., 2005, S. 368).
Orte informellen Lernens
Praktische Konsequenzen aus der Diskussion um informelles Lernen bieten sich auf verschiedenen Ebenen an. In skandinavischen Ländern werden seit vielen Jahren öffentliche Orte wie Bibliotheken als Lernorte betrachtet und behandelt. In der Schweiz werden im Rahmen von so genannten Computerias Menschen ab zirka 50 Jahren in die Nutzung von Computern eingeführt. Mit neuen Medien ist die Möglichkeit eines persönlichen Lernnetzwerks ein wichtiges Instrument für informelles Lernen.
Innerhalb der „UN-Dekade Bildung für nachhaltige Entwicklung“ gibt es eine Arbeitsgruppe informelles Lernen, die sich um Verbindungen verschiedener Lernarten für eine nachhaltige Entwicklung und informelle Umweltbildung (Wohlers 2001) kümmert. Diese Beispiele ließen sich fortführen.

## Begriff und Definition informellen Lernens
Bildungsforscher aus der Pädagogik und der Psychologie haben kein einheitliches Verständnis, was genau unter „informellem Lernen“ zu verstehen ist. Eine Analyse von 21 Definitionen durch Decius (2020) ergab jedoch folgende neun übereinstimmend feststellbare Merkmale. Informelles Lernen
- ist nicht formal bzw. institutionell organisiert
- ist wenig strukturiert
- kommt in alltäglichen Lebens-/Arbeitssituationen vor
- wird von der lernenden Person selbst gesteuert und kontrolliert
- wird nicht pädagogisch unterstützt oder begleitet
- beinhaltet das Lernen aus Erfahrungen und Handlungen sowie Reflexion
- ist ein bewusster bzw. intentionaler Prozess
- hat eine Handlung bzw. Problemlösung zum Ziel, nicht das Lernen selbst
- ist oftmals in einen sozialen Kontext eingebunden.

Die Europäische Union schlug 2001 folgende Definitionen verschiedener Lernkonzepte vor:
Formales Lernen:
Lernen, das üblicherweise in einer Bildungs- oder Ausbildungseinrichtung stattfindet, (in Bezug auf Lernziele, Lernzeit oder Lernförderung) strukturiert ist und zur Zertifizierung führt. Formales Lernen ist aus der Sicht des Lernenden zielgerichtet.
Nicht-formales Lernen:
Lernen, das nicht in einer Bildungs- oder Berufsbildungseinrichtung stattfindet und üblicherweise nicht zur Zertifizierung führt. Gleichwohl ist es systematisch (in Bezug auf Lernziele, Lerndauer und Lernmittel). Aus Sicht der Lernenden ist es zielgerichtet.
Informelles Lernen:
Lernen, das im Alltag, am Arbeitsplatz, im Familienkreis oder in der Freizeit stattfindet. Es ist (in Bezug auf Lernziele, Lernzeit oder Lernförderung) nicht strukturiert und führt üblicherweise nicht zur Zertifizierung. Informelles Lernen kann zielgerichtet sein, ist jedoch in den meisten Fällen nichtintentional (oder inzidentell/beiläufig). (Europäische Kommission 2001, S. 9, 32f).
Die Annahme, dass informelles Lernen auch nichtintentional sein kann, widerspricht jedoch neueren Definitionen des informellen Lernens. Für eine sinnvolle Abgrenzung zum inzidentellen (beiläufigen) Lernen wird daher mittlerweile dafür plädiert, informelles Lernen als bewussten Prozess anzusehen, bei dem sich die lernende Person jedoch kein Lernziel setzt, sondern eine Handlungsabsicht verfolgt. Hat die lernende Person ein Lernziel im Sinn und überwacht eigenständig die Zielerreichung, handelt es sich dagegen um selbstreguliertes Lernen. Mit dem Self-Regulated Informal Learning Cycle (SILC) liegt inzwischen ein Modell vor, welches die kognitive Perspektive des selbstregulierten Lernens in das informelle Lernen integriert und neben beobachtbaren Verhaltensweisen auch die Rolle von Gedächtnissystemen, Selbstregulation und Reflexion berücksichtigt. Es beschreibt den Lernprozess in fünf Phasen – Vorbereitung, Handlung, Kodierung/Konsolidierung, Leistung und Selbstreflexion – und betont, dass informelles Lernen nicht nur durch aktive Handlungen, sondern auch durch metakognitive Prozesse und die Verarbeitung von Erfahrungen im Gedächtnis gesteuert wird.
Zusammen mit dem formalen Lernen und dem selbstregulierten Lernen bildet informelles Lernen den Dreiklang des arbeitsbezogenen Lernens.

## Das Oktagon-Modell des informellen Lernens
Gemäß dem Oktagon-Modell des informellen Lernens von Decius, Schaper und Seifert (2019) umfasst informelles Lernen acht Komponenten.
Das Oktagon-Modell basiert auf dem dynamischen Modell des informellen Lernens von Tannenbaum et al. (2010). Das dynamische Modell enthält die vier Faktoren „Erfahrung/Handlung“, „Feedback“, „Reflexion“, sowie „Lernintention“. Gemäß dem Modell kann jeder Faktor als Auslöser eines anderen Faktors dienen und diesem somit vorausgehen, aber auch jedem anderen Faktor nachfolgen. Demnach enthält das Modell keinen festen Start- oder Endpunkt, was den dynamischen Charakter des Lernens verdeutlichen soll. Die lernende Person kann jeden Faktor im informellen Lernprozess einmal oder mehrmals durchlaufen. Der Lernprozess gilt jedoch dann am effizientesten, wenn alle vier Faktoren darin involviert sind.
Das Oktagon-Modell erweitert das dynamische Modell, indem es die vier Faktoren in jeweils zwei Komponenten unterteilt. Dadurch lassen sich die Bestandteile des informellen Lernens präziser beschreiben – die Komplexität des realen informellen Lernens kann somit besser erfasst werden. Dem Faktor „Erfahrung/Handlung“ aus dem dynamischen Modell sind im Oktagon-Modell die Komponenten „Eigenes Ausprobieren“ (d. h. Anwenden eigener Ideen) und „Modelllernen“ (d. h. Beobachten und Übernehmen erfolgreicher Verhaltensweisen anderer Personen) zugeordnet. Der Faktor „Feedback“ umfasst die Komponenten „Direktes Feedback“ (d. h. Rückmeldungen einholen zum eigenen Verhalten) sowie „Stellvertretendes Feedback“ (d. h. Erfahrungsaustausch mit anderen Personen zu erfolgskritischen Arbeits- und Lebenssituationen). Der Faktor „Reflexion“ beinhaltet die Komponenten „Vorausschauende Reflexion“ (d. h. die Planung von Aufgabenschritten unter Berücksichtigung möglicher Hindernisse) und „Reflexion im Nachhinein“ (d. h. das Nachdenken über Verbesserungsmöglichkeiten nach Abschluss einer (Arbeits-)Aufgabe). Der Faktor „Lernintention“ besteht aus den Komponenten „Intrinsische Lernintention“ (d. h. Lernen aus Freude am Lernprozess) sowie „Extrinsische Lernintention“ (d. h. Lernen aufgrund äußerer Anreize wie Lob von anderen Personen oder – im Arbeitskontext – Aussicht auf eine positive Karriereentwicklung).

## Anerkennung und Zertifizierung des informellen Lernens
In Deutschland ist das „informelle Lernen“ an sich und damit auch die Anerkennung und Zertifizierung informeller Lernleistungen erst in den letzten Jahren ins Blickfeld gerückt. Als Konsequenz gibt es inzwischen einige Weiterbildungspässe als Instrumente zur Erkennung und Anerkennung informell erworbener Lernleistungen (Bretschneider & Preißer, 2003 sowie Käpplinger & Reutter, 2005). Unter verschiedenen Bezeichnungen wurden international zahlreiche Konzepte für individuelle Qualifikationsdokumente entwickelt. Insbesondere seit Mitte der 1990er Jahre entstanden auch in der Bundesrepublik ähnliche Initiativen.
Die Vorschläge einer Machbarkeitsstudie mündeten in ein Referenzmodell für einen bundesweit einsetzbaren Weiterbildungspass, den ProfilPASS. Der Europäische Computerführerschein (ICDL) ist ein Beispiel für ein Zertifizierungsverfahren, mit dem man sich informell erworbene Kenntnisse und Fähigkeiten durch eine autorisierte Prüfungszentrale bestätigen und zertifizieren lassen kann.
Aus deutscher Sicht lohnt sich zur Beantwortung dieser Fragen der Blick in die Nachbarländer, in denen teils schon erprobte Verfahren der Erfassung informell erlangter Kompetenzen eingesetzt werden (Käpplinger 2002, Käpplinger & Puhl 2003). In anderen Ländern findet teils schon seit Jahrzehnten ein wissenschaftlicher Diskurs statt und nicht selten hat man auch langjährige Erfahrung mit der Erfassung der informellen Lernleistungen (Dohmen 2001). Im Vereinigten Königreich von Großbritannien und Nordirland wurden vergleichsweise früh gesetzliche Regelungen zur Anerkennung des informellen Lernens verabschiedet, mit denen „bildungspolitisch auf ein stark zersplittertes Berufsbildungssystem reagiert wurde“ (Bretschneider & Preißer 2003, S. 4): 1989 wurde das System der „National Vocational Qualifications“ (NVQs) eingeführt, „das flexible, modularisierte output-orientierte Lernformen und Lernorte geöffnet und eine ausgebaute Alternative zur schulbezogenen Bildung und Ausbildung – mit besonderer Konzentration auf das Erfahrungslernen am Arbeitsplatz – geschaffen hat“ (Dohmen 2001, S. 78). In England selbst sind die NVQ aber zum Teil stark umstritten, weil sich in der Umsetzung große Probleme zeigen. (s. Käpplinger 2002)

## Förderung des informellen Lernens am Arbeitsplatz
Informelles Lernen hat positive Auswirkungen für Unternehmen und Mitarbeitende gleichermaßen und kann zum Beispiel die Beschäftigungsfähigkeit (Employability) erhöhen. Verantwortliche in Unternehmen fragen sich oftmals, wie sie das informelle Lernen ihrer Beschäftigten fördern können. Eine gezielte Förderung des informellen Lernens gilt allerdings als schwierig, „da das Lernen aus dem Arbeitsprozess heraus geschieht und von Seiten der Unternehmen nicht geplant werden kann“ (Decius 2020 S. 136). Eine indirekte Unterstützung des Lernens durch die Bereitstellung lernförderlicher Rahmenbedingungen ist jedoch möglich). Zu nennen ist hier insbesondere die soziale Unterstützung durch Kolleginnen/Kollegen und Führungskräfte, aber auch die Gestaltung der Arbeitsbedingungen durch die Beschäftigten selbst (Job Crafting). Erfahrenere Kolleginnen und Kollegen können als Lernexperten und Mentoren praktische Unterstützung beim informellen Lernen geben. Führungskräfte können eine Vorbildfunktion einnehmen, was das eigene Einholen sowie das Angebot von Feedback zur Arbeitsleistung betrifft. Das Eingestehen eigener Fehlleistungen und ein konstruktiver sowie proaktiver Umgang mit Misserfolgen ermutigt zudem die Beschäftigten, Lerngelegenheiten bei der Arbeit zu nutzen. Durch gezielte Trainingsmaßnahmen lässt sich die Metakompetenz „Lernen lernen“ bei den Beschäftigten stärken. Ziel solcher Interventionen ist es, „dynamische und unerwartete Situationen als Lernchance wahrzunehmen sowie Probleme und Fehler positiv für den eigenen Kompetenzerwerb zu nutzen“ (Decius 2020 S. 137). Langfristig lassen sich durch eine strategische Personalauswahl zudem bevorzugt Bewerberinnen und Bewerber einstellen, die neugierig und selbstlernorientiert sind. 
Einen Überblick zu den Fördermöglichkeiten und erhofften positiven Auswirkungen des informellen Lernens gibt Decius (2024).

## Abgrenzung vom inzidentellen und impliziten Lernen
Das informelle Lernen unterscheidet sich vom inzidentellen Lernen: Inzidentelles Lernen findet unbewusst und nebenbei statt – es kann als „Grundrauschen“ jeglicher Tätigkeit angesehen werden. Beim informellen Lernen ist eine intentionale Ausrichtung auf ein Handlungsziel gegeben, zum Beispiel auf ein bewusst zu lösendes Problem. Zwar steht auch beim informellen Lernen nicht das Lernen im Vordergrund, sondern die Handlung. Allerdings ist sich die informell lernende Person im Unterschied zur inzidentell lernenden Person aber im Klaren, dass sie während der Problemlösung ihre Kompetenzen erweitert. Eine Gemeinsamkeit zwischen inzidentellem und informellem Lernen ist hingegen, dass beide Lernformen „spontan und reaktiv in Bezug auf alltägliche Situationen und Handlungen“ (Decius 2020, S. 74) stattfinden.
Gleiches gilt für das implizite Lernen. Overwien (2002) verwendet die Begriffe inzidentelles Lernen und implizites Lernen synonym und ist der Ansicht, dass sie „zwar verschiedenen theoretischen Zusammenhängen [entstammten], aber identische Sachverhalte“ bezeichneten (S. 18). Arnold (2016) verwendet den Begriff „implizites Lernen“ – in Anlehnung an Polanyis (1967) Begrifflichkeit des stillschweigenden Wissens („tacit knowledge“) und das „en passant“-Lernen nach Reischmann (1995) – grundsätzlich bedeutungsgleich zu der Definition eines unbewussten, nicht-intentionalen Lernens.